# Las Damas de Oro
Las Damas de Oro es una agrupación de música ecuatoriana integrada por Lila Flores, Katty Elisa Lamilla y Mayensi Rivera.

## Historia
Tras una invitación a las tres cantantes a ser jurado de BLN: La competencia en 2018, y coincidir como jurado en un segmento del programa En contacto (programa de televisión), decidieron conformar la agrupación. Lila Flores había tenido conversaciones previas con la presentadora de televisión Mariela Viteri y el productor Norman Zea para ser la voz principal de un grupo denominado como "centrado en canciones de despecho", sin embargo, ella impulsó la creación del grupo junto a Lamilla y Rivera.
En un inicio, la agrupación se llamó "Las Damas de Hierro". En 2019 decidieron cambiar su marca a "Las Damas de Oro" por coincidencias con grupos preexistentes en Ecuador y México, para evitar conflictos legales.
En 2024, postularon para participar del LXIII Festival Internacional de la Canción de Viña del Mar con la canción "Todo fue mentira", sin embargo, no calificaron para presentarse en esa edición.
En 2025 participaron de la Competencia Folclórica del LXIV Festival Internacional de la Canción de Viña del Mar, donde ganaron una gaviota de plata por "Mejor interpretación", con la canción "Canto de mi tierra", compuesta por Roberto Guerrero, Katty Elisa Lamilla y Lila Flores. Tras su triunfo, fueron recibidas por el presidente de la República, Daniel Noboa, quien felicitó su triunfo a través de las redes sociales institucionales. Luego de ello, Katty Elisa recibió un Doctorado Honoris Causa de la Universidad Gestalt, durante la gira de la agrupación, "Tour Gaviota".
Las Damas de Oro fueron reconocidas por la Dirección de Patrimonio Cultural del Municipio de Guayaquil como "Mujeres gestoras de la cultura que inspiran".

## Discografía

### Sencillos
- Todo fue mentira (2024)
- Canto de mi tierra (2025)